# Lista genurilor de șerpi
Aceasta este lista genurilor de șerpi, ordonată după infraordin, familie și subfamilie, în principal conform ITIS. Pentru familia Colubridae s-au folosit informații taxonomice din New Reptile Database.

## InfraordinulAlethinophidiaNopcsa, 1923
- Familia: Acrochordidae Bonaparte, 1831 
  -     - Genul: Acrochordus Hornstedt, 1787
- Familia: Aniliidae Stejneger, 1907 
  -     - Genul: Anilius Oken, 1816
- Familia: Anomochilidae Cundall, Wallach & Rossman, 1993
  -     - Genul: Anomochilus Berg, 1901
- Familia: Atractaspididae Günther, 1858
  -     - Genul: Amblyodipsas Peters, 1857
    - Genul: Aparallactus A. Smith, 1849
    - Genul: Atractaspis A. Smith, 1849
    - Genul: Brachyophis Mocquard, 1888
    - Genul: Chilorhinophis Werner, 1907
    - Genul: Elapotinus Jan, 1862
    - Genul: Hypoptophis Boulenger, 1896
    - Genul: Macrelaps Boulenger, 1896
    - Genul: Micrelaps Boettger, 1880
    - Genul: Poecilopholis Boulenger, 1903
    - Genul: Polemon Jan, 1858
    - Genul: Xenocalamus Günther, 1868
- Familia: Boidae Gray, 1825
  - Subfamilia: Boinae Gray, 1825
    - Genul: Boa Linnaeus, 1758
    - Genul: Candoia Gray, 1842
    - Genul: Corallus Daudin, 1803
    - Genul: Epicrates Wagler, 1830
    - Genul: Eunectes Wagler, 1830

  - Subfamilia: Erycinae Bonaparte, 1831
    - Genul: Charina Gray, 1849
    - Genul: Eryx Daudin, 1803
    - Genul: Gongylophis Wagler, 1830
- Familia: Bolyeriidae Hoffstetter, 1946
  -     - Genul: Bolyeria Gray, 1842
    - Genul: Casarea Gray, 1842
- Familia: Colubridae Oppel, 1811
  - incertae sedis
    - Genul: Blythia Theobold, 1868
    - Genul: Cercaspis
    - Genul: Cyclocorus
    - Genul: Elapoidis F. Boie, 1827
    - Genul: Gongylosoma
    - Genul: Haplocercus Günther, 1858
    - Genul: Helophis
    - Genul: Myersophis
    - Genul: Oreocalamus
    - Genul: Poecilopholis
    - Genul: Rhabdops Boulenger, 1893
    - Genul: Tetralepis Boettger, 1892
    - Genul: Thermophis
    - Genul: Trachischium Günther, 1853

  - Subfamilia: Xenodermatinae
    - Genul: Achalinus
    - Genul: Fimbrios
    - Genul: Oxyrhabdium Boulenger, 1893
    - Genul: Stoliczkaia
    - Genul: Xenodermus
    - Genul: Xylophis Beddome, 1878
    - Genul: Pareatinae
    - Genul: Aplopeltura
    - Genul: Asthenodipsas
    - Genul: Pareas
    - Genul: Calamariinae
    - Genul: Calamaria
    - Genul: Calamorhabdium
    - Genul: Collorhabdium
    - Genul: Etheridgeum
    - Genul: Macrocalamus
    - Genul: Pseudorabdion
    - Genul: Rabdion

  - Subfamilia: Homalopsinae
    - Genul: Bitia Gray, 1842
    - Genul: Cantoria Girard, 1857
    - Genul: Cerberus Cuvier, 1829
    - Genul: Enhydris Sonnini & Latreille, 1802
    - Genul: Erpeton Lacépède, 1800
    - Genul: Fordonia Gray, 1837
    - Genul: Gerarda Gray, 1849
    - Genul: Heurnia Jong, 1926
    - Genul: Homalopsis Kuhl & Hazelt, 1858
    - Genul: Myron Gray, 1849

  - Subfamilia: Homalopsinae incertae sedis
    - Genul: Brachyorrhos Kuhl, 1826

  - Subfamilia: Boodontinae
    - Genul: Bothrolycus
    - Genul: Bothrophthalmus
    - Genul: Chamaelycus
    - Genul: Dendrolycus
    - Genul: Dipsina
    - Genul: Dromophis
    - Genul: Gonionotophis
    - Genul: Grayia
    - Genul: Hormonotus
    - Genul: Lamprophis
    - Genul: Lycodonomorphus
    - Genul: Lycophidion
    - Genul: Macroprotodon
    - Genul: Mehelya
    - Genul: Pseudaspis
    - Genul: Pseudoboodon
    - Genul: Pythonodipsas
    - Genul: Scaphiophis

  - Subfamilia: Boodontinae incertae sedis
    - Genul: Buhoma
    - Genul: Duberria
    - Genul: Montaspis

  - Subfamilia: Pseudoxyrhophiinae
    - Genul: Alluaudina
    - Genul: Compsophis
    - Genul: Ditypophis
    - Genul: Dromicodryas
    - Genul: Exallodontophis
    - Genul: Geodipsas
    - Genul: Heteroliodon
    - Genul: Ithycyphus
    - Genul: Langaha
    - Genul: Leioheterodon
    - Genul: Liophidium
    - Genul: Liopholidophis
    - Genul: Lycodryas
    - Genul: Madagascarophis
    - Genul: Micropisthodon
    - Genul: Pararhadinaea
    - Genul: Brygophis
    - Genul: Pseudoxyrhopus
    - Genul: Stenophis

  - Subfamilia: Colubrinae
    - Genul: Aeluroglena
    - Genul: Ahaetulla
    - Genul: Argyrogena
    - Genul: Arizona Kennicott in Baird, 1859
    - Genul: Bogertophis Dowling & Price, 1988
    - Genul: Boiga Fitzinger, 1826
    - Genul: Cemophora Cope, 1860
    - Genul: Chilomeniscus Cope, 1860
    - Genul: Chionactis Cope, 1860
    - Genul: Chironius
    - Genul: Chrysopelea Boie, 1826
    - Genul: Coluber Linnaeus, 1758
    - Genul: Conopsis Günther, 1858
    - Genul: Coronella
    - Genul: Crotaphopeltis
    - Genul: Cryptophidion
    - Genul: Cyclophiops
    - Genul: Dasypeltis
    - Genul: Dendrelaphis Boulenger, 1890
    - Genul: Dendrophidion Fitzinger, 1843
    - Genul: Dinodon
    - Genul: Dipsadoboa
    - Genul: Dispholidus A. Smith, 1829
    - Genul: Dolichophis
    - Genul: Dryadophis Stuart, 1938
    - Genul: Drymarchon Fitzinger, 1843
    - Genul: Drymobius Fitzinger, 1843
    - Genul: Drymoluber
    - Genul: Dryocalamus
    - Genul: Dryophiops
    - Genul: Eirenis
    - Genul: Elachistodon
    - Genul: Elaphe Fitzinger in Wagler, 1833
    - Genul: Ficimia Gray, 1849
    - Genul: Gastropyxis
    - Genul: Geagras Cope, 1876
    - Genul: Gonyophis
    - Genul: Gonyosoma
    - Genul: Gyalopion Cope, 1860
    - Genul: Hapsidophrys
    - Genul: Hemerophis
    - Genul: Hemorrhois
    - Genul: Hierophis
    - Genul: Lampropeltis Fitzinger, 1843
    - Genul: Leptodrymus
    - Genul: Leptophis Bell, 1825
    - Genul: Lepturophis
    - Genul: Liopeltis
    - Genul: Lycodon  Boie, 1826
    - Genul: Lycognathophis Boulenger, 1893
    - Genul: Lytorhynchus
    - Genul: Masticophis Baird & Girard, 1853
    - Genul: Mastigodryas Amaral, 1935
    - Genul: Meizodon
    - Genul: Oligodon
    - Genul: Opheodrys Fitzinger, 1843
    - Genul: Oxybelis Wagler, 1830
    - Genul: Philothamnus
    - Genul: Phyllorhynchus Stejneger, 1890
    - Genul: Pituophis Holbrook, 1842
    - Genul: Platyceps
    - Genul: Prosymna
    - Genul: Pseudocyclophis
    - Genul: Pseudoficimia Bocourt, 1883
    - Genul: Pseustes Fitzinger, 1843
    - Genul: Ptyas
    - Genul: Rhamnophis
    - Genul: Rhinobothryum Wagler, 1830
    - Genul: Rhinocheilus Baird & Girard, 1853
    - Genul: Rhynchocalamus
    - Genul: Rhynchophis
    - Genul: Salvadora Baird & Girard, 1853
    - Genul: Scaphiodontophis Taylor & Smith, 1943
    - Genul: Scolecophis
    - Genul: Senticolis Dowling & Fries, 1987
    - Genul: Sibynophis
    - Genul: Simophis Peters, 1860
    - Genul: Sonora Baird & Girard, 1853
    - Genul: Spalerosophis
    - Genul: Spilotes Wagler, 1830
    - Genul: Stegonotus
    - Genul: Stenorrhina Duméril, 1853
    - Genul: Stilosoma Brown, 1890
    - Genul: Symphimus Cope, 1870
    - Genul: Sympholis Cope, 1862
    - Genul: Tantilla Baird & Girard, 1853
    - Genul: Tantillita Smith, 1941
    - Genul: Telescopus
    - Genul: Thelotornis
    - Genul: Thrasops
    - Genul: Trimorphodon Cope, 1861
    - Genul: Xenelaphis
    - Genul: Xyelodontophis

  - Subfamilia: Psammophiinae
    - Genul: Hemirhagerrhis
    - Genul: Malpolon
    - Genul: Mimophis
    - Genul: Psammophis
    - Genul: Psammophylax
    - Genul: Rhamphiophis

  - Subfamilia: Natricinae
    - Genul: Adelophis Dugès, 1879
    - Genul: Afronatrix Rossman & Eberle, 1977
    - Genul: Amphiesma Duméril, Bibron & Duméril, 1854
    - Genul: Amphiesmoides Malnate, 1961
    - Genul: Anoplohydrus Werner, 1909
    - Genul: Aspidura Wagler, 1830
    - Genul: Atretium Cope, 1861
    - Genul: Balanophis H.M. Smith, 1938
    - Genul: Clonophis Cope, 1889
    - Genul: Hologerrhum
    - Genul: Hydrablabes
    - Genul: Hydraethiops Günther, 1872
    - Genul: Iguanognathus Boulenger, 1898
    - Genul: Macropisthodon Boulenger, 1893
    - Genul: Natrix Laurenti, 1768
    - Genul: Nerodia Baird & Girard, 1853
    - Genul: Opisthotropis Günther, 1872
    - Genul: Parahelicops
    - Genul: Pararhabdophis Bourret, 1934
    - Genul: Regina Baird & Girard, 1853
    - Genul: Rhabdophis Fitzinger, 1843
    - Genul: Seminatrix Cope, 1895
    - Genul: Sinonatrix Rossman and Eberle, 1977
    - Genul: Storeria Baird & Girard, 1853
    - Genul: Thamnophis Fitzinger, 1843
    - Genul: Tropidoclonion Cope, 1860
    - Genul: Tropidonophis Jan, 1863
    - Genul: Virginia Baird & Girard, 1853

  - Subfamilia: Natricinae incertae sedis
    - Genul: Amplorhinus
    - Genul: Limnophis Günther, 1865
    - Genul: Natriciteres Loveridge, 1953
    - Genul: Psammodynastes
    - Genul: Xenochrophis Günther, 1864

  - Subfamilia: Pseudoxenodontinae
    - Genul: Plagiopholis
    - Genul: Pseudoxenodon

  - Subfamilia: Dipsadinae
    - Genul: Adelphicos Jan, 1862
    - Genul: Amastridium Cope, 1861
    - Genul: Atractus Wagler, 1828
    - Genul: Chersodromus Reinhardt, 1860
    - Genul: Coniophanes Hallowell in Cope, 1860
    - Genul: Cryophis Bogert & Duellman, 1963
    - Genul: Dipsas Laurenti, 1768
    - Genul: Eridiphas Leviton & Tanner, 1960
    - Genul: Geophis Wagler, 1830
    - Genul: Hypsiglena Cope, 1860
    - Genul: Imantodes Duméril, 1853
    - Genul: Leptodeira Fitzinger, 1843
    - Genul: Ninia Baird & Girard, 1853
    - Genul: Pliocercus
    - Genul: Pseudoleptodeira Taylor, 1939
    - Genul: Rhadinaea Cope, 1863
    - Genul: Sibon Fitzinger, 1826
    - Genul: Sibynomorphus Fitzinger, 1843
    - Genul: Tretanorhinus Duméril, Bibron & Duméril, 1854
    - Genul: Trimetopon Cope, 1885
    - Genul: Tropidodipsas
    - Genul: Urotheca Bibron, 1843

  - Subfamilia: Dipsadinae incertae sedis
    - Genul: Carphophis Gervais, 1843
    - Genul: Contia Baird & Girard, 1853
    - Genul: Crisantophis Villa, 1971
    - Genul: Diadophis Baird & Girard, 1853
    - Genul: Diaphorolepis Jan, 1863
    - Genul: Echinanthera Cope, 1894
    - Genul: Emmochliophis Fritts & Smith, 1969
    - Genul: Enuliophis
    - Genul: Enulius Cope, 1871
    - Genul: Hydromorphus Peters, 1859
    - Genul: Nothopsis Cope, 1871
    - Genul: Rhadinophanes Myers & Campbell, 1981
    - Genul: Synophis Peracca, 1896
    - Genul: Taeniophallus
    - Genul: Tantalophis Duellman, 1958
    - Genul: Xenopholis Peters, 1866

  - Subfamilia: Xenodontinae
    - Genul: Alsophis Fitzinger, 1843
    - Genul: Antillophis Maglio, 1970
    - Genul: Apostolepis Cope, 1862
    - Genul: Arrhyton Günther, 1858
    - Genul: Boiruna
    - Genul: Clelia Fitzinger, 1826
    - Genul: Conophis Peters, 1860
    - Genul: Darlingtonia Cochran, 1935
    - Genul: Ditaxodon Hoge, 1958
    - Genul: Drepanoides Dunn, 1928
    - Genul: Elapomorphus Wiegmann, 1843
    - Genul: Erythrolamprus Wagler, 1830
    - Genul: Farancia Gray, 1842
    - Genul: Helicops Wagler, 1830
    - Genul: Heterodon Latreille in Sonnini & Latreille, 1801
    - Genul: Hydrodynastes Fitzinger, 1843
    - Genul: Hydrops Wagler, 1830
    - Genul: Hypsirhynchus Günther, 1858
    - Genul: Ialtris Cope, 1862
    - Genul: Liophis Wagler, 1830
    - Genul: Lystrophis Cope, 1885
    - Genul: Manolepis Cope, 1885
    - Genul: Oxyrhopus Wagler, 1830
    - Genul: Phalotris
    - Genul: Philodryas Wagler, 1830
    - Genul: Phimophis Cope, 1860
    - Genul: Pseudablabes Boulenger, 1896
    - Genul: Pseudoboa Schneider, 1801
    - Genul: Pseudoeryx Fitzinger, 1826
    - Genul: Psomophis
    - Genul: Rhachidelus Boulenger, 1908
    - Genul: Saphenophis Myers, 1972
    - Genul: Siphlophis Fitzinger, 1843
    - Genul: Tropidodryas Fitzinger, 1843
    - Genul: Umbrivaga Roze, 1964
    - Genul: Uromacer Duméril, Bibron & Duméril, 1854
    - Genul: Uromacerina Amaral, 1929
    - Genul: Waglerophis Romano & Hoge, 1973
    - Genul: Xenodon F. Boie, 1827
    - Genul: Xenoxybelis

  - Tribe: Tachymenini
    - Genul: Calamodontophis Amaral, 1963
    - Genul: Gomesophis Hoge & Mertens, 1959
    - Genul: Pseudotomodon Koslowsky, 1896
    - Genul: Ptychophis Gomes, 1915
    - Genul: Tachymenis Wiegmann, 1835
    - Genul: Thamnodynastes Wagler, 1830
    - Genul: Tomodon Duméril & Bibron, 1853

  - Subfamilia: Xenodontinae incertae sedis
    - Genul: Cercophis Fitzinger, 1843
    - Genul: Lioheterophis Amaral, 1935
    - Genul: Sordellina Proctor, 1923
- Familia: Cylindrophiidae Fitzinger, 1843 
  -     - Genul: Cylindrophis Wagler, 1828
- Familia: Elapidae F. Boie, 1827
  - Subfamilia: Elapinae F. Boie 1828
    - Genul: Acanthophis Daudin, 1803
    - Genul: Aspidelaps Fitzinger, 1843
    - Genul: Aspidomorphus Fitzinger, 1843
    - Genul: Austrelaps Worrell, 1963
    - Genul: Boulengerina Dollo, 1886
    - Genul: Bungarus Daudin, 1803
    - Genul: Cacophis Günther, 1863
    - Genul: Calliophis Gray, 1834
    - Genul: Demansia Gray, 1842
    - Genul: Dendroaspis Schlegel, 1848
    - Genul: Denisonia Krefft, 1869
    - Genul: Drysdalia Worrell, 1961
    - Genul: Echiopsis Fitzinger, 1843
    - Genul: Elapognathus Boulenger, 1896
    - Genul: Elapsoidea Bocage, 1866
    - Genul: Furina Duméril, 1853
    - Genul: Hemachatus Fleming, 1822
    - Genul: Hemiaspis Fitzinger, 1861
    - Genul: Hemibungarus Peters, 1862
    - Genul: Homoroselaps Jan, 1858
    - Genul: Hoplocephalus Wagler, 1830
    - Genul: Leptomicrurus Schmidt, 1937
    - Genul: Loveridgelaps McDowell, 1970
    - Genul: Micropechis Boulenger, 1896
    - Genul: Micruroides Schmidt, 1928
    - Genul: Micrurus Wagler, 1824
    - Genul: Naja Laurenti, 1768
    - Genul: Notechis Boulenger, 1896
    - Genul: Ogmodon Peters, 1864
    - Genul: Ophiophagus Günther, 1864
    - Genul: Oxyuranus Kinghorn, 1923
    - Genul: Paranaja Loveridge, 1944
    - Genul: Pseudechis Wagler, 1830
    - Genul: Pseudohaje Günther, 1858
    - Genul: Pseudonaja Günther, 1858
    - Genul: Rhinoplocephalus Müller, 1885
    - Genul: Salomonelaps McDowell, 1970
    - Genul: Simoselaps Jan, 1859
    - Genul: Sinomicrurus Slowinski et al., 2001
    - Genul: Suta Worrell, 1961
    - Genul: Toxicocalamus Boulenger, 1896
    - Genul: Tropidechis Günther, 1863
    - Genul: Vermicella Gray in Günther, 1858
    - Genul: Walterinnesia Lataste, 1887

  - Subfamilia: Hydrophiidae Smith, 1926
    - Genul: Acalyptophis Boulenger, 1869
    - Genul: Aipysurus Lacépède, 1804
    - Genul: Astrotia Fischer, 1855
    - Genul: Emydocephalus Krefft, 1869
    - Genul: Enhydrina Gray, 1849
    - Genul: Ephalophis M.A. Smith, 1931
    - Genul: Hydrelaps Boulenger, 1896
    - Genul: Hydrophis Latreille in Sonnini & Latreille, 1801
    - Genul: Kerilia Gray, 1849
    - Genul: Kolpophis M.A. Smith, 1926
    - Genul: Lapemis Gray, 1835
    - Genul: Laticauda Laurenti, 1768
    - Genul: Parahydrophis Burger & Natsuno, 1974
    - Genul: Parapistoclamus Roux, 1934
    - Genul: Pelamis Daudin, 1803
    - Genul: Praescutata Wall, 1921
    - Genul: Thalassophis P. Schmidt, 1852
- Familia: Loxocemidae Cope, 1861
  -     - Genul: Loxocemus Cope, 1861
- Familia: Pythonidae Fitzinger, 1826
  -     - Genul: Antaresia Wells & Wellington, 1984
    - Genul: Apodora Kluge, 1993
    - Genul: Aspidites Peters, 1877
    - Genul: Bothrochilus Fitzinger, 1843
    - Genul: Leiopython Hubrecht, 1879
    - Genul: Liasis Gray, 1842
    - Genul: Morelia Gray, 1842
    - Genul: Python Daudin, 1803
- Familia: Tropidophiidae Brongersma, 1951
  -     - Genul: Exiliboa Bogert, 1968
    - Genul: Trachyboa Peters, 1860
    - Genul: Tropidophis Bibron in Sagra, 1843
    - Genul: Ungaliophis Müller, 1880
- Familia: Uropeltidae Müller, 1832
  -     - Genul: Brachyophidium Wall, 1921
    - Genul: Melanophidium Günther, 1864
    - Genul: Platyplectrurus Günther, 1868
    - Genul: Plectrurus Duméril, 1851
    - Genul: Pseudotyphlops Schlegel, 1839
    - Genul: Rhinophis Hemprich, 1820
    - Genul: Teretrurus Beddome, 1886
    - Genul: Uropeltis Cuvier, 1829
- Familia: Viperidae Oppel, 1811 – Vipers
  - Subfamilia: Azemiopinae Liem, Marx & Rabb, 1971 
    - Genul: Azemiops Boulenger, 1888

  - Subfamilia: Causinae Cope, 1859
    - Genul: Causus Wagler, 1830

  - Subfamilia: Crotalinae Oppel, 1811
    - Genul: Agkistrodon Palisot de Beauvois, 1799
    - Genul: Atropoides Werman, 1992
    - Genul: Bothriechis Peters, 1859
    - Genul: Bothriopsis Peters, 1861
    - Genul: Bothrops Wagler, 1824
    - Genul: Calloselasma Cope, 1860
    - Genul: Cerrophidion Campbell & Lamar, 1992
    - Genul: Crotalus Linnaeus, 1758
    - Genul: Deinagkistrodon Gloyd, 1979
    - Genul: Gloydius Hoge & Romano-Hoge, 1981
    - Genul: Hypnale Fitzinger, 1843
    - Genul: Lachesis Daudin, 1803
    - Genul: Ophryacus Cope, 1887
    - Genul: Ovophis Burger, 1981
    - Genul: Porthidium Cope, 1871
    - Genul: Sistrurus Garman, 1883
    - Genul: Trimeresurus Lacépède, 1804
    - Genul: Tropidolaemus Wagler, 1830

  - Subfamilia: Viperinae Oppel, 1811
    - Genul: Adenorhinos Marx & Rabb, 1965
    - Genul: Atheris Cope, 1862
    - Genul: Bitis Gray, 1842
    - Genul: Cerastes Laurenti, 1768
    - Genul: Daboia Gray, 1842
    - Genul: Echis Merrem, 1820
    - Genul: Eristicophis Alcock & Finn, 1897
    - Genul: Macrovipera Reuss, 1927
    - Genul: Montatheris Broadley, 1996
    - Genul: Proatheris Broadley, 1996
    - Genul: Pseudocerastes Boulenger, 1896
    - Genul: Vipera Laurenti, 1768
- Familia: Xenopeltidae Bonaparte, 1845 
  -     - Genul: Xenopeltis Reinwardt, 1827

## InfraordinulScolecophidiaCope, 1864
- Familia: Anomalepididae Taylor, 1939
  -     - Genul: Anomalepis Jan, 1860
    - Genul: Helminthophis Peters, 1860
    - Genul: Liotyphlops Peters, 1881
    - Genul: Typhlophis Fitzinger, 1843
- Familia: Leptotyphlopidae Stejneger, 1892
  -     - Genul: Leptotyphlops Fitzinger, 1843
    - Genul: Rhinoleptus Orejas-Miranda, Roux-Estève & Guibé, 1970
- Familia: Typhlopidae Merrem, 1820
  -     - Genul: Acutotyphlops Wallach, 1995
    - Genul: Cyclotyphlops Bosch and Ineich, 1994
    - Genul: Ramphotyphlops Fitzinger, 1843
    - Genul: Rhinotyphlops Fitzinger, 1843
    - Genul: Typhlops Oppel, 1811
    - Genul: Xenotyphlops Wallach & Ineich, 1996